# Storage aspect ratio
Lo storage aspect ratio (SAR) indica il rapporto tra i pixel orizzontali e verticali {\displaystyle \left({w \over h}\right)} memorizzati in un file video.
Definisce dunque la proporzione con cui l'immagine viene memorizzata.
Assieme al pixel aspect ratio (PAR) ed al display aspect ratio (DAR) definisce il formato complessivo di memorizzazione e visualizzazione di un filmato che può essere rappresentato dalla seguente formula:
{\displaystyle SAR={DAR \over PAR}}
Non sempre tale rapporto è pari a 1: il caso tipo è quello del DVD PAL dove le immagini vengono memorizzate con la risoluzione di 720 × 576 pixel. In questo caso lo storage aspect ratio dell'immagine memorizzata sarà di 1,250 (720 / 576 = 1,250).
Quando l'immagine di partenza ha un display aspect ratio diverso dallo storage aspect ratio occorre ricorrere alla compressione anamorfica. Nel caso di un filmato widescreen formato 16:9 (DAR = 1,778) memorizzandolo in un DVD (SAR = 1,250) in formato anamorfico avremo un pixel aspect ratio di 1,422 (1,778 / 1,250 = 1,422).